# ニューヨーク風ピッツァ
ニューヨーク風ピッツァ（ニューヨークふうピッツァ、英: New York-style pizza）はニューヨーク市で生まれたピザである。ニューヨーク風ピッツァは薄い皮を使って作られ、幅の広いひと切れずつに分けて売られることが多い。縁の部分は厚くパリッとしているが、それでも柔らかく食べやすい。また全体的に生地が薄いことから、よく具を内側に半分に折って食べられる。伝統的なトッピングは、トマトソースと細切りにされたモッツァレッラチーズである。
ニューヨーク風ピッツァは1900年代初頭のニューヨーク市で、ナポリ出身のイタリア人移民により作られ始めたピザが、アメリカで発展したスタイルである 。このため由来はアメリカ風ピザではなくイタリアのナポリピッツァである。今日、ニューヨーク風ピッツァはニューヨーク市のみならずニューヨーク都市圏のニューヨーク州、ニュージャージー州、コネチカット州をはじめアメリカ合衆国全体で人気のあるピッツァとなっている。

## 歴史
アメリカ合衆国最初のピッツェリアは、1905年にニューヨーク市マンハッタン区リトル・イタリーにイタリア人移民のジェンナロ・ロンバルディーが開店した「ロンバルディーズ」であると考えられている。ナポリ出身の移民ピッツァヨーロ（男性ピッツァ職人）のロンバルディーは1897年に食料品店を開店し、その8年後にニューヨーク州からピッツァを販売する許可を得た。そして従業員のアントニオ・トトノー・ペロがピッツァを作り始めた。しかし、多くの人がまるまる1枚を購入する余裕がなかったことからあまり売れ行きはよくなかった。そのためお客は払える金額を払い、それに応じた分量に切り分けたピッツァを紙に包んで受け取るようになった。1924年にトトノーは、コニーアイランドに自分の店「トトノーズ」を開店するためにロンバルディーズを去った。
2010年までに400以上のピッツェリアがニューヨーク市で営業しており、何百もの種類豊富なピッツァを提供している。

## 特徴
伝統的なニューヨーク風ピッツァは空中で回転させる手延べ（ピザ回し）製法の生地で、生地の上に薄いトマトソースの層を作りその上に乾燥したモッツァレッラチーズを細切りにして振りかけるのが基本で、更にその上に様々な追加のトッピングが置かれる。生地は通常直径約18インチ（46センチメートル）で8つ切りにされ、一切れ毎に買うことが可能である（一般的には一切れが一人分という想定）。大きく幅広なひと切れは、サイズと生地の柔らかさからそのままの状態で食すことが難しいため半分に折って食べられることが多く、歩きながら片手で食べられる手軽さからしばしばファーストフードとして扱われることもある。
ニューヨーク風ピッツァの生地は高グルテンの強力粉から作られている。また、ニューヨーク市水道水供給システムの水に含まれるミネラルが、ニューヨーク都市圏のピッツァ生地に特徴的な食感と風味を与えている。一部の州外の製造業者は信頼性のために水をニューヨーク州内から輸送することさえある。2018年、ニューヨーク・ウォーターメーカーはpHレベルの操作、消毒、ミネラルの添加などによってニューヨーク市で使用される水を複製することができる世界初の水複製システムを発明し発表した。このシステムはスタテンアイランドのデニーニョズ・ピッツェリア&タバーンで最初にテストされた。
シカゴ風ピザは通常サイズが小さく直径1フィート（12インチ）以下であるのに対して、ニューヨーク風ピッツァは平均1.5 - 2フィート（18 - 24インチ, 46 - 61センチ）と比較的大きめである。また直径3フィート（36インチ, 91.5センチ）以上の更に大きいサイズのニューヨーク風ピッツァもある。
ニューヨーク風ピッツァに使用される典型的な調味料としては乾燥オレガノやガーリックパウダー、乾燥赤唐辛子フレーク、乾燥バジル、パルメザンチーズが挙げられる。

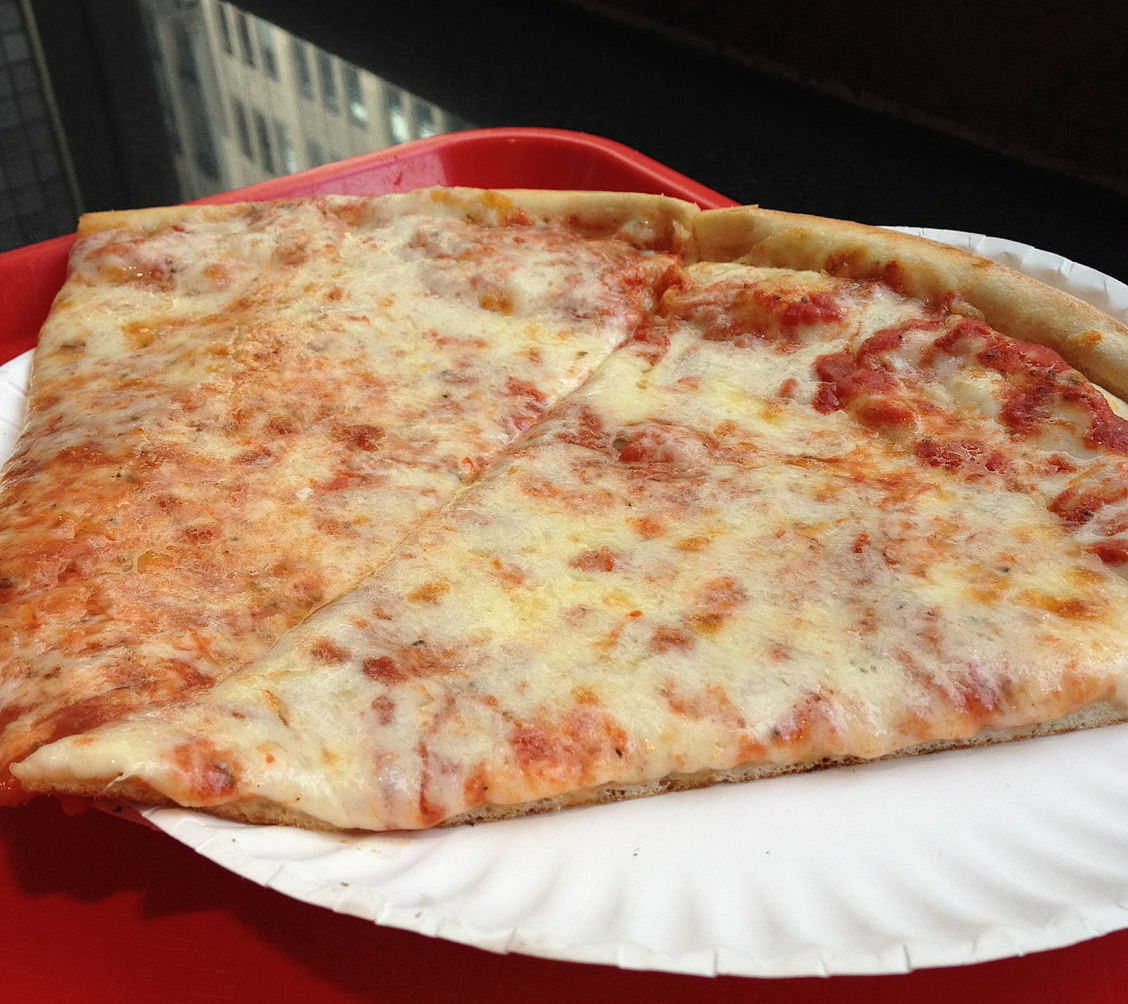
ニューヨーク風チーズピッツァ
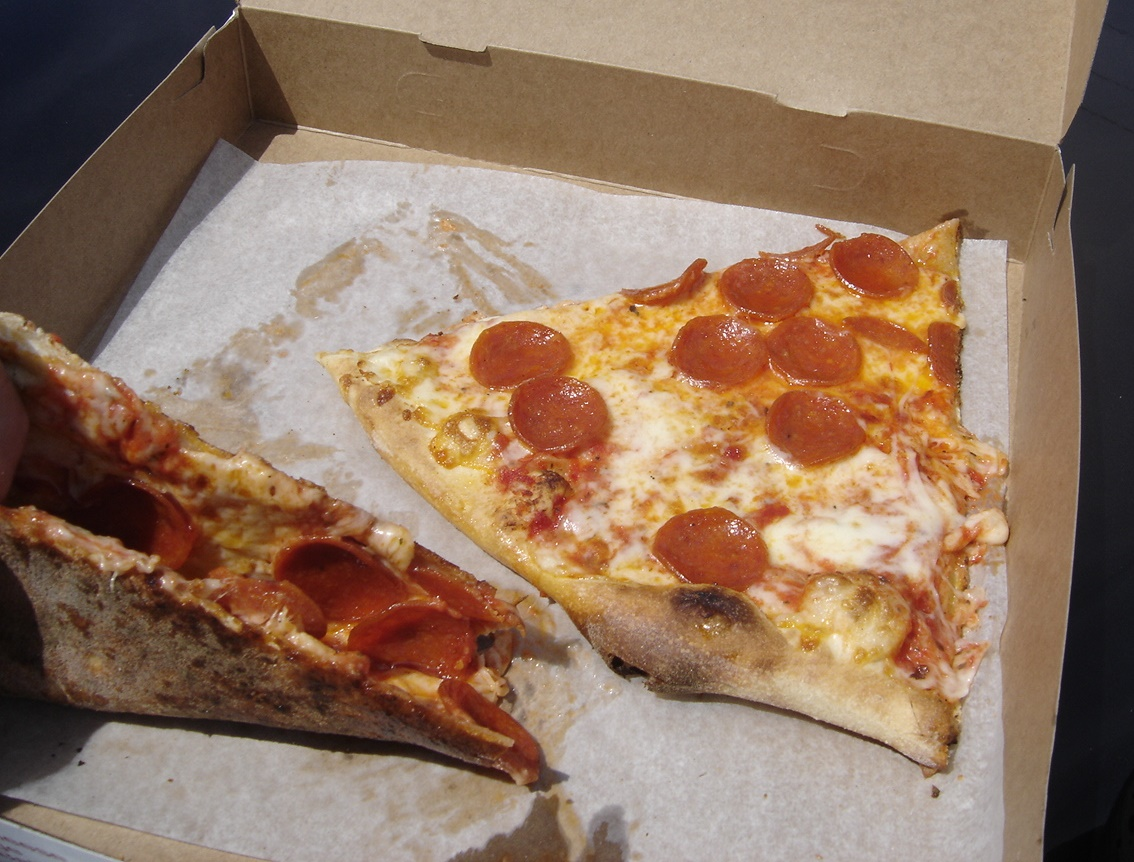
ニューヨーク風ペパロニピッツァ、手前側のように折って食べることが多い
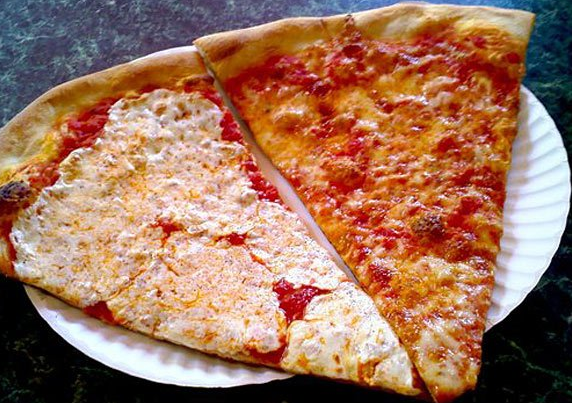
右側が伝統的なニューヨーク風ピッツァ、左側が乾燥モッツァレッラチーズの代わりに新鮮なものを用いたニューヨーク風ピッツァ

## 地域による違い
ニューヨーク風ピッツァはニューヨーク州、ニュージャージー州、およびコネチカット州で最も一般的であるが、アメリカ合衆国北東部の地域でも多く見られる。この地域以外で見られるピザハットのような大手チェーン店のピッツァを含む"ニューヨーク風"と呼ばれる多くのピッツァは、ニューヨーク都市圏・合衆国北東部で一般的に本物のニューヨーク風ピッツァとして認められているバリエーションに該当しない。